# Об'єднання держав U-24
Об'єднання держав U-24 — ініціатива України для негайної зупинки конфліктів, озвучена президентом Володимиром Зеленським.
Ідея в тому, що об'єднання держав U-24 повинно протягом доби надавати всю необхідну допомогу, у тому числі збройну, для негайної зупинки конфліктів.
Крім того, таке об'єднання «могло б надавати допомогу і тим, хто переживає стихійні лиха, техногенні катастрофи. Хто став жертвою гуманітарної кризи чи епідемії».

## Двосторонні безпекові угоди

Країни, які підписали угоди про безпеку з Україною:
двостороння угода, країна є і в НАТО, і в ЄС
двостороння, лише в НАТО
двостороння, є лише в ЄС
не має двосторонньої угоди, але є частиною безпекової угоди ЄС з Україною

У 2024 році Україна започаткувала низку двосторонніх угод у сфері безпеки. Кожна угода укладена на 10 років і має на меті посилити безпеку України до досягнення нею мети — набуття членства в НАТО. Угоди ґрунтуються на зобов'язанні, взятому на себе Групою семи (G7) у липні 2023 року, яке спрямоване на посилення здатності України протистояти російській агресії.

## Галерея

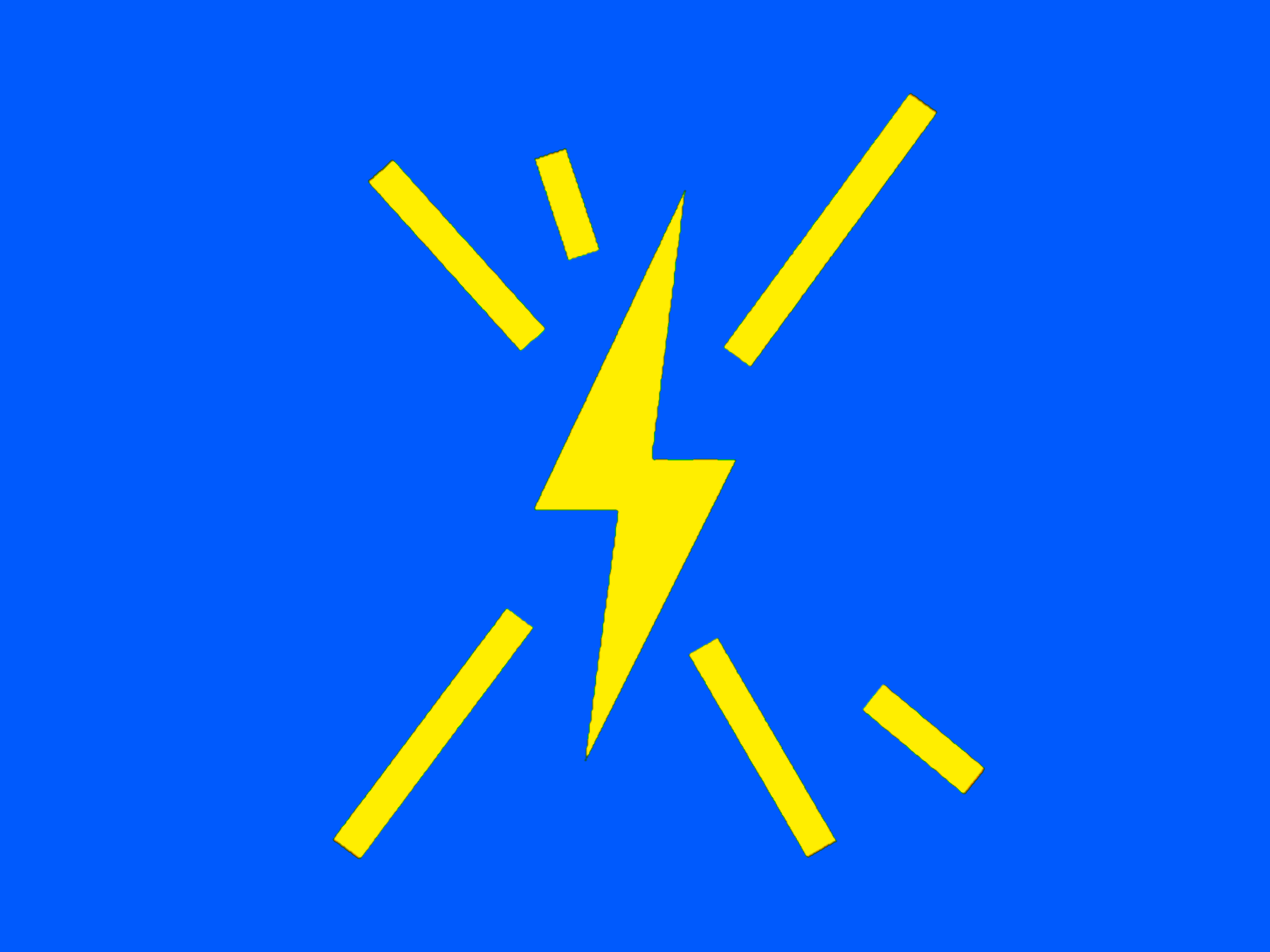
Неофіційний прапор альянсу
Логотип альянсу
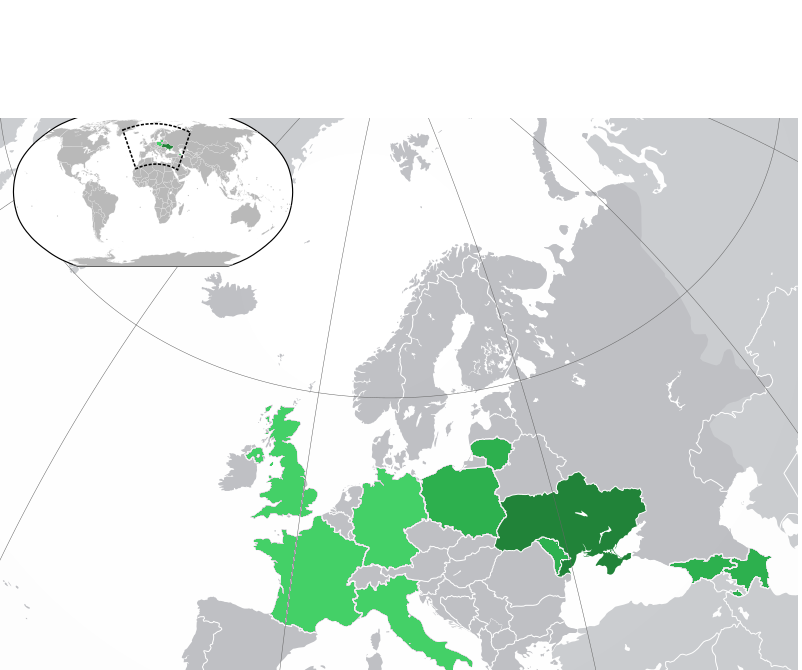
Можливі межі альянсу
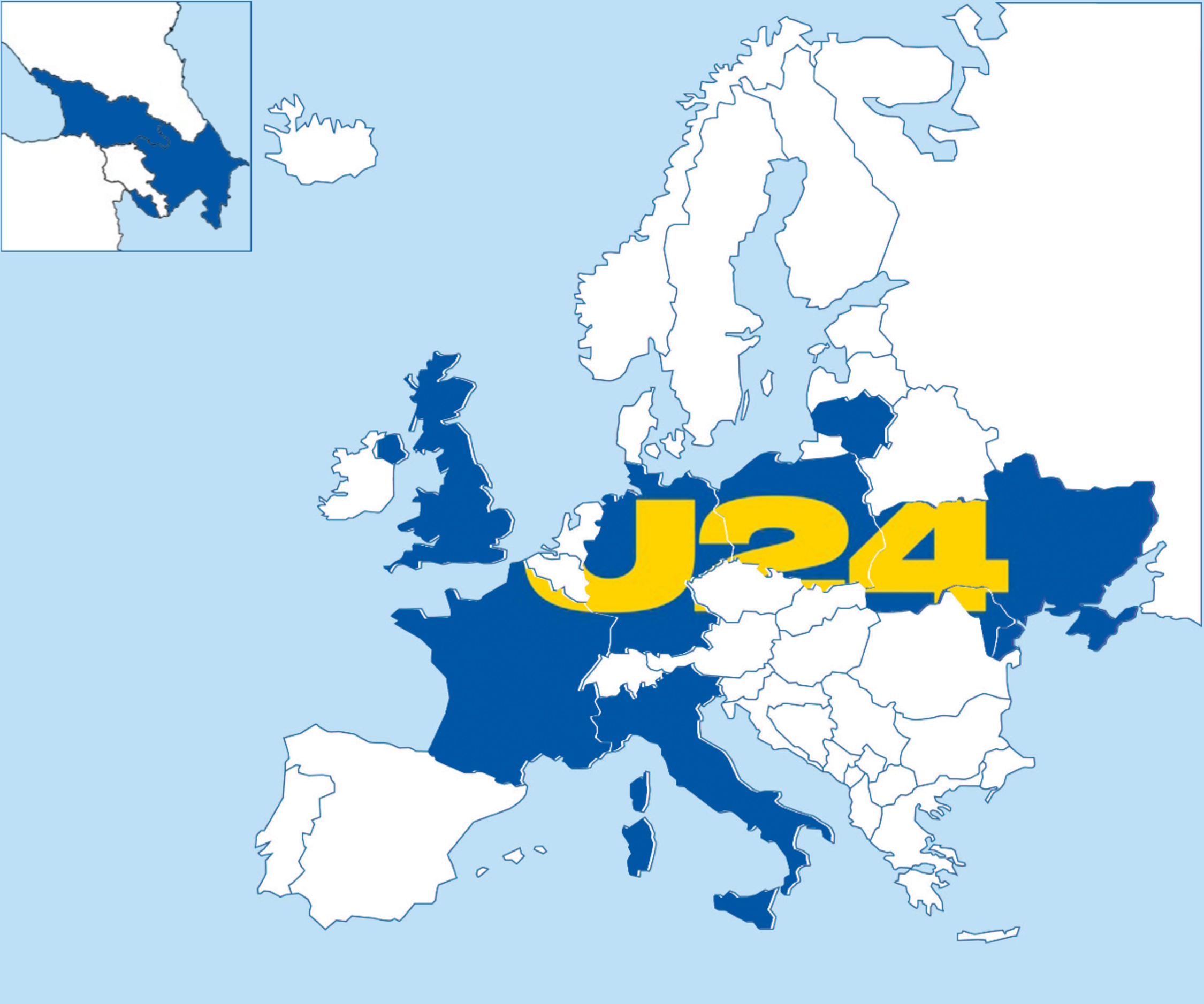